# Caritas Pirckheimer
Caritas Pirckheimer (ur. 21 marca 1467 w Eichstätt, zm. 19 sierpnia 1532 w Norymberdze) – humanistka, przeorysza klasztoru św. Klary w Norymberdze w okresie reformacji, której była przeciwniczką.

## Życiorys
Przyszła na świat jako Barbara, najstarsze z 12 dzieci dr. Johannesa Pirckheimera, patrycjusza, sekretarza w służbie księcia biskupa Eichstätt, i jedno z 9 dzieci, które przeżyły. Jej młodszym bratem był Willibald Pirckheimer. Kiedy ojciec został doradcą księcia Bawarii Albrechta IV, rodzina przeprowadziła się do Monachium. W 1488 Caritas straciła matkę, po której dostała imię. Rodzina wróciła do Norymbergi.
Caritas otrzymała staranne wykształcenie, podobnie jak wielu jej przodków i osób z dalszej i bliższej rodziny. Uczestniczyła w lekcjach z braćmi, brała też udział w spotkaniach nieformalnej grupy dyskusyjnej, które jej ojciec urządzał w domu dla zainteresowanych samorozwojem. Biegle władała łaciną.
W wieku 12 lat zaczęła naukę w szkole klasztornej w klasztorze św. Klary w Norymberdze. W wieku 16 lat wstąpiła do klarysek, przyjmując imię Caritas (lub Charitas), co oznacza miłość Boża. Na karierę zakonną zdecydowało się także 6 sióstr Caritas (inne opracowania podają liczbę 7). Cztery z nich oraz dwie bratanice Caritas, córki Willibalda, zostały później przeoryszami klasztorów. Inne opracowania podają, że przeoryszą została jedynie jedna siostra Caritas, Klara, jak również Katherine, córka Willibalda.
Początkowo Caritas była nauczycielką i kierowniczką szkoły klasztornej. Opiekowała się biblioteką klasztorną. W 1503 została wybrana przez zakonnice na przeoryszę klasztoru.
Była zainteresowana humanizmem. Odcięta od świata murami klasztoru, korzystała z książek, które pożyczał jej brat Willibald, który w 1495 wrócił ze studiów we Włoszech i szybko stał się cenionym niemieckim humanistą. Przekazywał siostrze greckie pisma, które przetłumaczył na łacinę. Zadedykował jej edycje tekstów Plutarcha, Fulgentiusa i Grzegorza z Nazjanzu. Przekazywał znajomym jej opinie, co w latach 90. XV w. doprowadziło do nawiązania kontaktów listownych między Caritas a współczesnymi jej humanistami: Benedictem Chelidoniusem, Christophem Scheurlem, Sykstusem Tucherem, Erazmem z Rotterdamu, Johannesem Reuchlinem, Albrechtem Dürerem i Konradem Celtisem. Ten ostatni nazwał ją nową Hrotsvithą. Uważa się, że Dürer namalował jej portret. Zachowały się nieliczne listy Caritas, m.in. korespondencja z Celtisem, Dürerem oraz bratem. Pięć jej listów został opublikowanych w Norymberdze w 1515. 

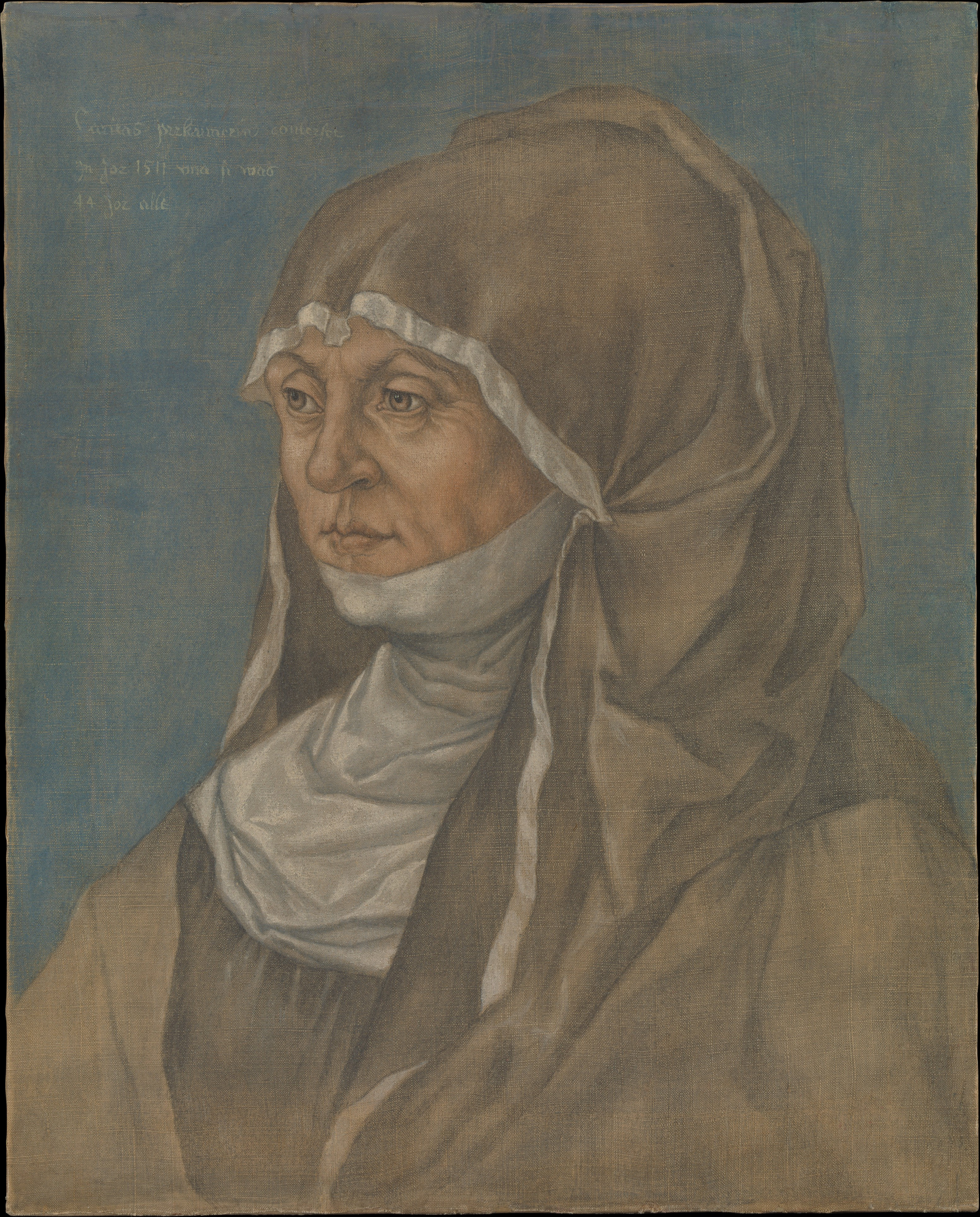
Portret kobiety autorstwa Albrechta Dürera, prawdopodobnie przedstawiający Caritas Pirckheimer

Jej polemiki z mężczyznami były bardzo cenione. Gdy korespondencja Caritas z humanistami zyskała sławę, franciszkańscy zwierzchnicy klasztoru w Norymberdze zakazali przeoryszy pisania po łacinie, by uniemożliwić jej mieszanie się do polityki. Zakaz przyniósł odwrotny skutek, a skonfrontowany z Caritas kurator klszatoru musiał prosić innych kaznodziejów o wsparcie, gdyż nie był w stanie podołać przeoryszy w merytorycznej dyskusji. Przez jakiś czas prowadziła dysputy przez zakratowane okno klasztorne. 
W 1517 wystąpił Marcin Luter, a jego idee były szeroko dyskutowane w Norymberdze. Willibald Pirckheimer stał się jednym ze zwolenników reformatora. Kiedy list, w którym Caritas skrytykowała Lutra, został bez jej wiedzy opublikowany w 1523 jako pamflet, rodzeństwo popadło w czasowy konflikt.
W 1524 rada miejska Norymbergi podjęła działania przeciwko dwóm żeńskim klasztorom w mieście. Willibald nie poparł działań reformatorów i bronił siostry. W 1525 rada miejska, której członkowie przeszli na protestantyzm, wydała decyzję o zamknięciu klasztoru klarysek oraz połączonych z nim szkół klasztornych dla dziewcząt. Rodzicom nakazano zabrać córki ze szkół. Zakonnice pod przewodnictwem Caritas sprzeciwiły się władzom. Sprawa zyskała rozgłos dzięki sławie Caritas jako humanistki. Otrzymała wsparcie m.in. Filipa Melanchtona i brata, dzięki czemu rada miejska nie zamknęła klasztoru. Rajcy jednak zakazali dziewczętom wstępować do klarysek, co miało doprowadzić do samoistnego zamknięcia placówki. W 1591 kościół klasztorny został przekształcony w protestancki zbór, a pomieszczenia klasztorne oddano pod zastaw miasta. W 1596 zmarła ostatnia przeorysza klarysek w Norymberdze i zagromadzenie przestało istnieć. Od 1960 w miejscu klasztoru działa Caritas-Pirckheimer-Haus (CPH), katolickie centrum edukacyjno-konferencyjne.

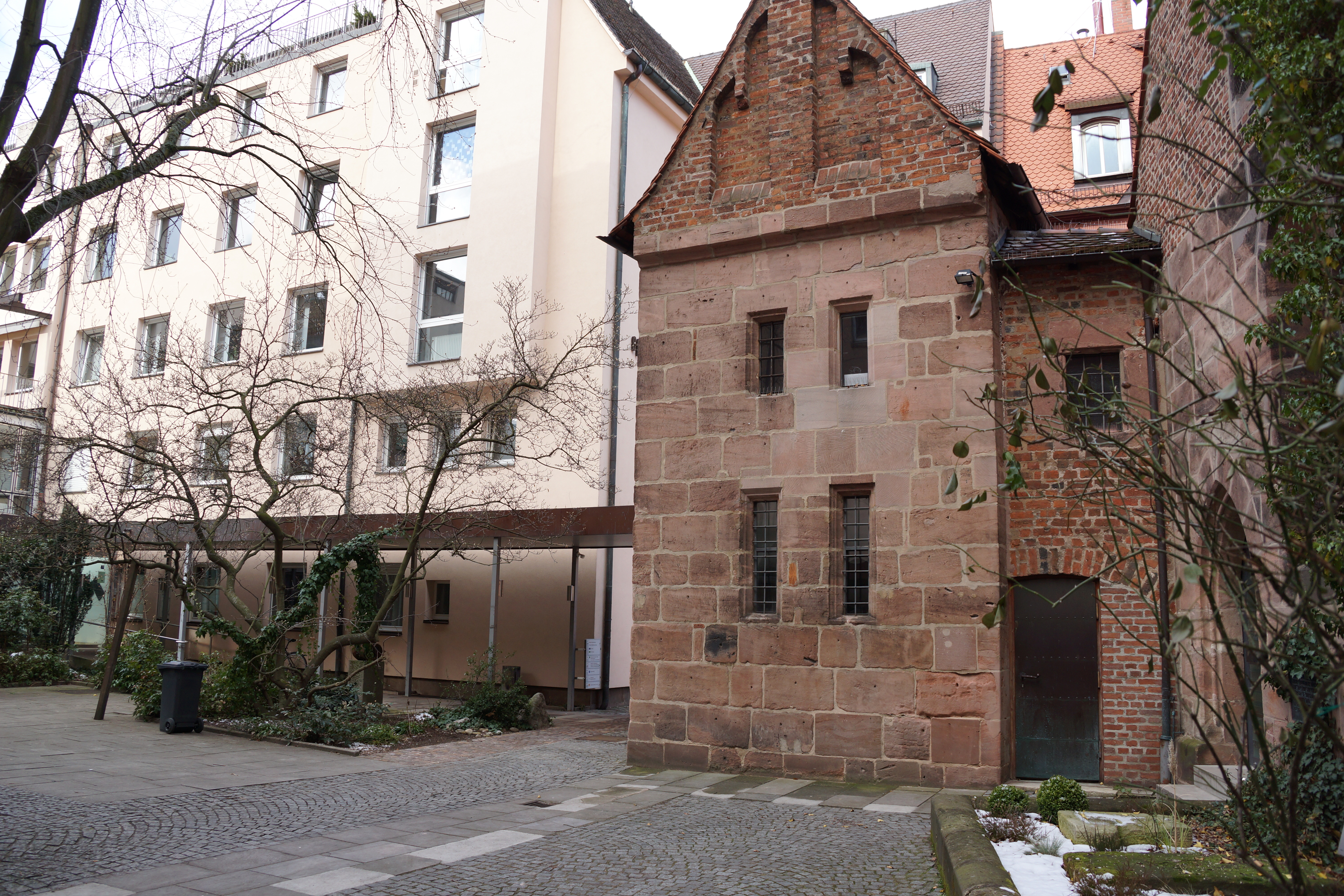
Caritas-Pirckheimer-Haus w Norymberdze

Od lat 90. XV w. Caritas pracowała nad kroniką zakonu, poczynając od historii św. Franciszka i św. Klary. Zapewne zapiski prowadziły zakonnice, a Caritas redagowała całość. Kronika została pierwotnie spisana po niemiecku, ale została przetłumaczona na łacinę ok. 1501. Między późnym rokiem 1524 a początkami roku 1526, a następnie w końcu roku 1527, Caritas na bieżąco opisywała konflikt z radą miejską Norymbergi, dołączając do kroniki listy od rajców oraz transkrypcje rozmów. Prawdopodobnie po jej śmierci dodano ostatni rozdział, zawierający jej listy. Kronika zachowała się w kilku egzemplarzach i została opublikowana w XIX w. jako Denkwurdigkeiten. Nowe wydanie ukazało się w 2006. Kronika, jak też życie i korespondencja Caritas, są przedmiotem wielu opracowań. W literaturze jest czasem przedstawiana niemal jako kontrreformatorka.